# Аль-Алими, Ришад Мухаммед
Рашад Мухаммад аль-Алими (араб. رشاد محمد العليمي‎; род. 15 января 1954, Таиз) — йеменский политический и государственный деятель, который с 7 апреля 2022 года является председателем Руководящего президентского совета (де-факто глава государства в изгнании).

## Биография
Родился 15 января 1954 года в Аль-Алуме, деревне в провинции Таиз, в семье судьи Мохаммеда бен Али аль-Алими. Он окончил среднюю школу имени Гамаля Абдель Насера в Сане в 1969 году. Впоследствии он получил степень бакалавра военных наук в Кувейтском полицейском колледже в 1975 году и ещё одну университетскую степень в области искусств в Университете Саны в 1977 году, а затем степень магистра и доктора социологии в Университете Айн-Шамс в Египте в период с 1984 по 1988 год.
Член Всеобщего народного конгресса. Был министром внутренних дел с 4 апреля 2001 по 2008 год. Затем он стал председателем Высшего комитета безопасности и заместителем премьер-министра по вопросам обороны и безопасности в мае 2008 года, впоследствии став членом Йеменской конференции национального диалога, затем советник президента Абдраббу Мансура Хади в 2014 году.
3 июня 2011 года во время битвы при Сане аль-Алими был ранен вместе с Али Абдуллой Салехом во время нападения на мечеть Аль-Нахдин в Президентском дворце. Лечился в Саудовской Аравии и в Германии, прежде чем вернуться в Сану 13 июня 2012 года. Он снова покинул город в результате захвата власти хуситами в Йемене и начал жить в Саудовской Аравии в 2015 году.
Аль-Алими стал председателем Совета президентского руководства, органа, наделённого полномочиями президента Йемена, 7 апреля 2022 года указом президента Хади, который безвозвратно передал свои полномочия совету. Многочисленные источники в правительствах Йемена и Саудовской Аравии заявили, что Саудовская Аравия, где жил Хади, вынудила его уступить власть Алими.